# بازوش-سور-گوین
بازوش-سور-گوین (به فرانسوی: Bazoches-sur-Guyonne) یک کمون (فرانسه) در فرانسه است که در ایولین واقع شده‌است. بازوش-سور-گوین ۵٫۶۶ کیلومتر مربع مساحت دارد ۱۰۰ متر بالاتر از سطح دریا واقع شده‌است.